# Hikari nadeshiko
Hikari Nadeshiko es el segundo álbum de estudio duración de la cantante japonesa de I've Sound, Eiko Shimamiya. Este disco se publicó el día 2 de abril del año 2008 y salió a la venta en una edición limitada de CD y DVD, conteniendo el DVD el videoclip promocional. Posteriormente, se lanzó una edición regular solamente de CD
Este disco abarca los sencillos: "Higurashi no naku koro ni" y "Naraku no hana". Contiene además la versión original de la canción, "Ai no uta", que previamente formaba parte del tracklist del EP, Ozone. La canción "All alone", fue grabada en el año 2001 y fue usada como canción de apertura en el eroge: "Sayonara wo oshiete".

## Canciones
1. Introduction
Composición y arreglos: Tomoyuki Nakazawa
2. Hikari Nadeshiko (ひかりなでしこ)
Letra y composición: Eiko Shimamiya
Arreglos: Toshiaki Nishioka y Seiichi Kyouda
3. All alone
Letra: Eiko Shimamiya
Composición y arreglos: Kazuya Takase
4. ATLANTE
Letra y composición: Eiko Shimamiya
Arreglos: Tomoyuki Nakazawa
5. Kanransha (観覧車)
Letra y composición: Eiko Shimamiya
Arreglos: SORMA
6. ScHeReZaDe
Letra y composición: Eiko Shimamiya
Arreglos: SORMA
7. Naraku no hana (奈落の花)
Letra: Eiko Shimamiya
Composición: Tomoyuki Nakazawa
Arreglos: Tomoyuki Nakazawa y Takeshi Ozaki
8. Aoi Kajitsu (青い果実)
Letra y composición: Eiko Shimamiya
Arreglos: Toshiaki Nishioka
9. FLOW
Letra y composición: Eiko Shimamiya
Arreglos: SORMA
10. Asunaro no ki (あすなろの木)
Letra y composición: Eiko Shimamiya
Arreglos: Seichi Kyouda
11. Junyoon no tsuki (十四の月)
Letra y composición: Eiko Shimamiya
Arreglos: Kazuya Takase
12. Haru Michiru (ハルミチル)
Letra y composición: Eiko Shimamiya
Arreglos: Maiko Iuchi
13. Ai no uta (A) (愛のうた)
Letra y composición: Eiko Shimamiya
Arreglos: CG Mix

- Datos: Q5547633